# کاکتوسی‌تباران
کاکتوسی‌تباران (نام علمی: Cacteae) نام یک تبار از زیرخانواده کاکتوس‌واران است.